# Brownsville (Louisiane)
Pour les articles homonymes, voir Brownsville.
Brownsville est une census-designated place de la paroisse d'Ouachita, en Louisiane, aux États-Unis. 